# György Aladár
György Aladár (Huszt, Máramaros megye, 1844. április 11. – Budapest, 1906. január 16.) író, újságíró, kultúrpolitikus, műfordító, művelődéstörténész, az Országos Statisztikai Hivatal beltagja, a marxizmus egyik első magyar ismertetője. György Endre politikus testvére.
Különbféle világnézetek megismerése és assimilatioja utján önálló, nemzetiségünkkel egyező eszmékre emelkedni, ez lehet egyedüli feladatunk s minden öntudatos irónak ezen irány győzelemre jutására kell törekednie.

## Élete
György József megyei orvos és Lator Borbála fia. Iskoláit különböző helyeken végezte; Máramarosszigeten, Késmárkon, Szatmárnémetiben, Debrecenben, Budapesten, Tübingenben és Berlinben, 1871-ig összesen 17 szemesztert töltött főiskolán. Budapesten kiválóan bölcselettel és teológiával foglalkozott. Irodalmi téren 1865-től nemcsak pedagógiai kérdésekkel foglalkozott, hanem a képzőművészet, művelődéstörténelem és etnográfia köréből is közölt népszerű tanulmányokat. 1867-71-ben külföldön (Francia-, Német-, Angol- és Olaszországban) tartózkodott és az egyetemeket látogatta, de behatóan foglalkozott a népnevelés tanulmányozásával is. Hazaérkezvén 1871-től 1882-ig belmunkatársa volt a Honnak, melyben tanügyi közleményeivel a közoktatás iránt érdeklődést keltett. Több cikket is írt a párizsi kommünről, ismertette az I. Internacionálé célját és jelentőségét. Marxról és a marxizmusról is publikált. 1882-től az Országos Statisztikai Hivatal tisztviselője volt. A Magyar Néprajzi Társaság alelnöke, majd a Petőfi Társaság tagja lett. 1900 környékén megszakadt kapcsolata a munkásmozgalommal, ezután a polgári radikalizmus híve lett.
Lefordította Gogol Holt lelkek, Victor Hugo 1793 c. regényét, több Verne-regény és Buckle angol művelődéstörténetét is.

## Írásai
Cikkei a Honban (1871-től csaknem minden számban, többek közt: 1871. 242-246. sz. Emlékek az internationale köréből, 264. sz. Bessenyei György sírja, 1872. 7. sz. Scaramuzza képei Dante poklához, 63. sz. Mazzinira emlékezés, 194. sz. 1572. aug. 24., 1873. 41. sz. Kopernikus emlékezetére, 151. sz. Rapos József, 234., 236., 237. A szabadkőmivességről, 1874. 33. sz. Strauss Dávid, 86. sz. Muzeumi könyvtár új kincsei, 1875. 47. sz. Lyell Károly, 53. sz. Michelangelo Buonaroti, 119., 123. sz. Izsó Miklós és hagyatéka, 132. sz. Egyetemi könyvtár, 153. sz. Szinnyei József kincsei, 1896. 89. sz. Tudományos irodalmunkról, 307. sz. esti k. A népkönyvtárak terjesztése érdekében sat.), a Vasárnapi Ujságban (1871-től szórványosan, 1878-tól jóformán minden számban, különösen etnográfiaiakat, legtöbbnyire névtelenül, névvel: 1874. A játékokról, 1878. Cyprus sziget, Rafael stanzái, 1882. Egy angol tudós Körösi Csoma Sándorról, Irland fővárosából, Brazza gróf az afrikai utazó, 1888. Hunfalvy Jánosról, 1889. Ős magyar mythologiai nyomok középkori művészetünkben. Zirzen Janka, Bischitz Dávidné sat.), Szana Figyelőjében (1871. és 1875. Michelangelo Buonarotti. 1872. Az országos képtár fölállítása, Új magyar festmények és szobrok, Scaramuzza Dante-kartonjai, 1873. Pár szó hirlapirodalmunkról, Természettudományi irodalmunk, Irodalmunk democratisa!ása, 1874. Történelmi irodalmunk. Az önképzőkörök, Irodalmi petroleurség, A fejlődés eszméje a történelemben, 1875. Dürer Albert kisebb passiójának kiadása, Egy új könyvkiadó vállalat, Penny-könyvtárak, A régészeti congressus alkalmából), a Hazánk és a Külföldben (1871. Az internationale törekvési czélja, Marx Károly, 1872. Socialisták és a munkásmozgalmak), a Részvét Albumban (1872. Szellemidézők között egy éj), a Jónás Lapjában (1873. Kopernikus), a Magyarország és Nagyvilágban (1873, Az olasz carneval), az Otthonban (1874. A nők társadalmi helyzete), a Koszorúban (1885. Aesthetikai muzeumok sat.), a Családi Körben (1874. 10. sz. A svéd nőkről, 44., 45. sz. Sommerville Mária, 1876. 7. sz. Egy adalék Deák Ferenczről, régi gyorsirati jegyzeteimből), a Reformban (1875. 23. sz. Izsó Miklós), az Igazmondóban, a Világkrónikában (1878-tól), a Család és Iskolában (1876. A ponyvairodalom ellenszerei), a Néptanítók Lapjában (1872. Fröbel Frigyes és rendszere. 1882. A néptanítók árvaháza, 1883. A tanítónők menedékháza kérdéséhez, Az iskolai vagyon gyarapodása, A népoktatásügyi statisztika hazánkban, A közoktatás ügye Svájczban, 1884. Molnár Aladár, A közös hadsereg magyarországi tanintézetei. 1887. Eötvös József báró és az Eötvös-alap, ünnepi beszéd, A Mária-Dorothea-egylet működéséről, A magyar tanítók önsegélyző törekvései, A tanítóegyletek könyvtárai, 1888. Hazafias szellem tankönyveinkben. 1889. Az országos kisdednevelési kiállítás, Iskoláink tőkésített vagyona, A néptanítók anyagi helyzete Poroszországban és hazánkban. 1891. Ballagi Mór a paedagogus sat.), a Népnevelők Lapjában (1872. Rendezzünk tudományos felolvasásokat, később is minden évben egy czikk), a Magyar Tanügyben, (1872.), a Máramarosban (1865-71). a Szatmárban (1869-71), a Sárospataki Füzetekben (1869), a Szatmármegyei Közlönyben (1875-78), az Országos középiskolai tanáregylet Közlönyében (VIII. 1875. A felsőbb leányiskola, XVI 1883. A középiskolai tanulók nemzetiségi viszonyai), a Sárrétben (1876. A vidéki lapok hivatásáról, 1877. Bessenyei György sírja), az Erdélyi Protestáns Közlönyben (1878. A hitoktatás kérdéséhez), a Koszorúban (1879-80. Az ősmagyar népeposz nyomai, Mythologiánk maradványai a gyermekvilágban. Képzőművészeti irodalmunk, 1881. A vasorrú bába mint magyar Istenség. 1883. A hirlapok és a könyvirodalom hazánkban, Pulszky Ferencz életrajza. Az angol irodalom hódítása Magyarországon), a Főv. Lapokban (1875-től), a Havi Szemle (1879); a Földrajzi Közleményekben (1879-től több czikk és 1884-től a legtöbb apróságot ő írta; a nevezetesebbek közül: 1881. A sziklahegység és Colorado canonai, A földközi tenger pusztulása, Tunisz lakói, 1882. A népek bőlcsője. 1883. A művelődés terjedése Közép-Afrikában, A Szahara sivatag keletkezése, A Beni folyó kikutatása, 1884. Tengermaradvány-e a Balaton, Dr. Fischer utazása Közép-Afrika vulkanikus vidékén, Német gyarmatok Afrika nyugati partjain, 1885. Thomson utazása a Victoria Nyanza felé sat.), a Budapesti Szemlében (1884), a Nemzeti Nőnevelésben (1881-től), a Rozsnyói Hiradóban, Zalában és Esztergomi Hirlapban (1882. Irodalmi körök vidéken), a Nernzetben (1883. 53. sz. A magyar irodalom tőkéje, 141. A kik az irodalomból élnek, 158. sz. Bessenyei sírja), Magyar Salonban (1884. Nőnevelésünk, 1892. A nők irodalmi nevelése), a Prot. Egyházi és Iskolai Lapban (1884. A szeretet munkája Budapesten, 1890., 1892. A magyar ev. ref. egyház hiveinek megoszlása, 1893. A temesvári püspökség sat.), a Paedag. Plutarchban (I. 1886. Tóth József és Ballagi Mór életrajza), az Életben (1893. A millenium és a néprajz, emlékirat); ezeken kívül írt még csaknem az összes tanügyi lapokba; végül az Ungarische Revuebe, a stuttgarti Beobachterbe és az Allgemeine Lehrer-Zeitungba.
Több magyar mitológiai cikkét a francia és német folyóiratok is közölték. Cikkeinek száma több ezerre megy, melyek száznál több lapban jelentek meg. A Pallas Nagy Lexikonába a magyar földrajzi írókat és utazókat írja.

## Munkái és műfordításai

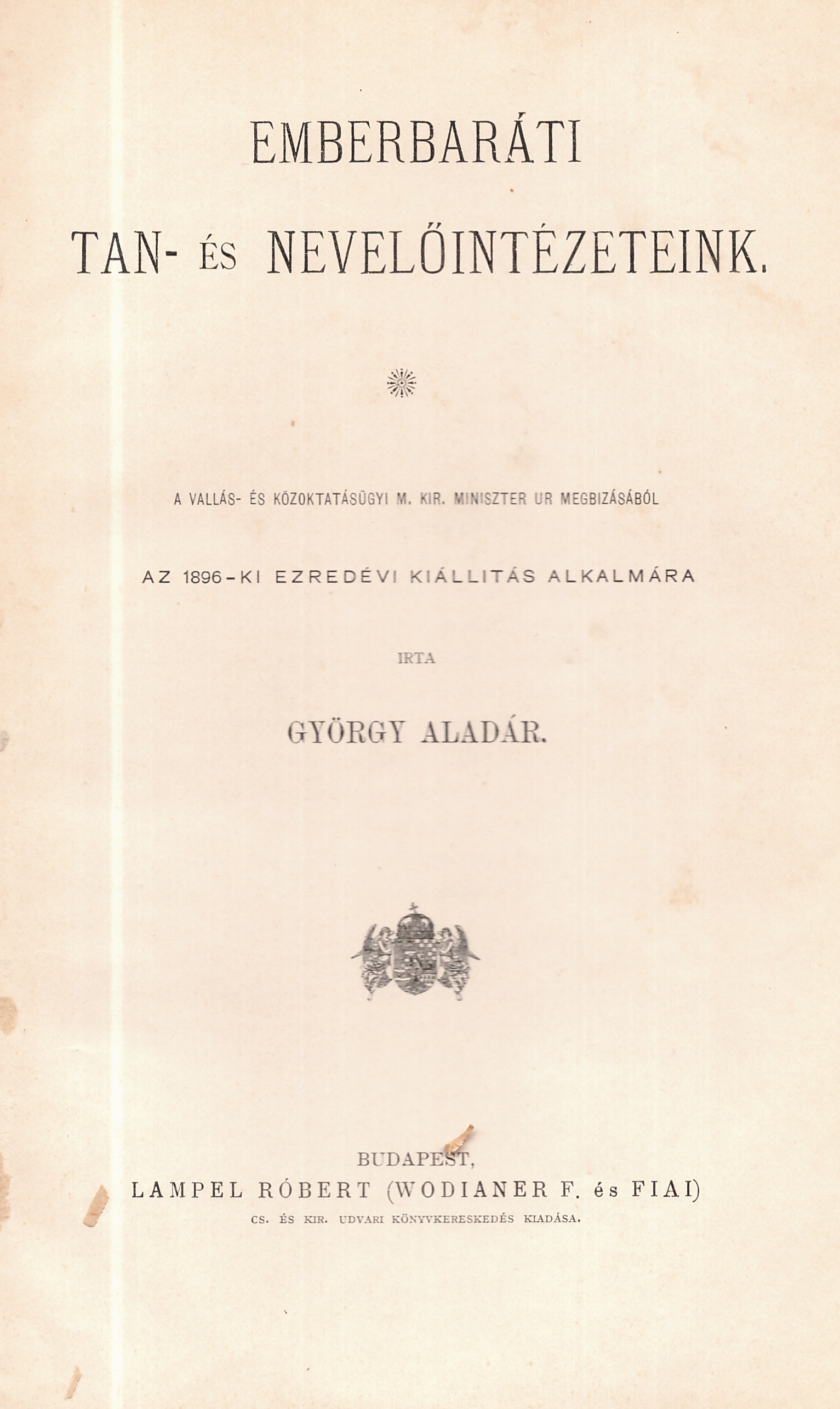
Emberbaráti tan- és nevelőintézeteink (1896)

- A bibliai történelem az iskolában. Pest, 1871.
- Az emberi nem eredete és törzsfája. Két előadás. Haeckel Ernő munkájának 2. kiadása után ford. Többek támogatásával kiadja Láng Lajos. Pest, 1871.
- Meghalt lelkek. Satyrikus korrajz. Gogol után. Budapest, 1874.
- 1793, vagy a polgárháború. Regény, Hugo Viktor utáni fordította. Budapest, 1874. Három kötet. (Áldor Imrével)
- A munkafelosztás a természetben. Haeckel Ernő után fordította. Budapest, 1875. (Természettudományi Könyvkiadó Vállalat VII. 79-111. l.).
- Az egyetemes művelődéstörténelem vázlata. Budapest, 1875, (Ism. Századok. 2. kiadás. Bpest, 1890.)
- Anglia művelődésének története. Buckle Tamás után angolból fordította. Budapest, 1872-1873. (a két első kötetet fordította, a többi hatot mások. Ism. Budapesti Szemle IX. 1875.)
- Piros mint a rózsa. Regény, angolból fordította. Budapest, 1877. Két kötet
- A modern képzőművészet külföldön. Benjamin S. G. W. Contemporary in Europe című műve után fordította. Budapest, 1878.
- A prémek hazája. Verne Gyula után fordította. Budapest, 1876.
- A föld és népei. Föld- és népismei kézikönyv, több mint 600 képpel és külön kép- és térképmellékletekkel. Hellwald Frigyes eztán átdolgozta. Budapest, 1881. III. kötet. (Az I. és II. kötetet Toldy László ford.; 2. kiadás: Budapest, 1894-től, öt kötetben. 1905: Ötödik kötet. Magyarország)
- Amerikai nők. Rajzok és beszélyek. Angolból fordította. Budapest, 1880. (Olcsó Könyvtár 94.)
- Viharban. Regény Lewer Károly után angolból fordította. Budapest, 1882. (Olcsó Könyvtár 151.)
- Egyházi s iskolai statistika 1882-től 1889-ig. Budapest, 1884–1890. (Hivatalos Statistikai Kiadványok. Névtelenűl.)
- Magyarország hivatalos statisztikája, történelme és fejlődése. Budapest, 1885. (Hivatalos Statisztikai Közlemények. Ugyanez francziául. Budapest, 1885.)
- Dél csillaga. A gyémántok hazája. Regény. Verne Gyula után francziából fordította. Budapest, 1885.
- Keraban a vasfejű. Regény. Verne Gyula után fordította. Budapest, 1884.
- Magyarország köz- és magánkönyvtárai 1885-ben. Budapest, 1886–1887. Két rész. (Ism. Nemzet 1886. 106. sz., Századok, Prot. Egyházi és Iskolai Lap 1887. 27. sz.) (Hivatalos Statistikai Közlemények )
- Kereskedelmi szótár. A magyar tudományos akadémia által kiküldött szakbizottság közreműködésével szerkesztette. Budapest, 1887. Két rész. (Ballagi Mórral együtt. I. Német-magyar és II. Magyar-német rész.)
- A Mária-Dorothea-egylet Évkönyre. Budapest, 1889. (Névtelenűl.)
- Az országos kisdednevelési kiállítás. Budapest, 1889. (Névtelenűl.)
- Eszményi világ, előadások. Értekezések, tanulmányok. Budapest, 1890. (Mária-Dorotheaegylet Könyvtára I.)
- Nők mint orvosok. Budapest, 1892. (Különnyomat a Gyógyászatból.)
- A Biharhegység. Budapest, 1891. (Különnyomat a Földrajzi Közleményekből.)

Szerkesztette a Tanítók Zsebnaptárát 1875-től; az Eötvös Naptárt 1878-81-re (Komjáthy Györggyel és Luttenberger Ágosttal.); Budapest leírását, útmutatókönyv az 1874. tanítógyűlésen; a Debreceni önképzőkör lapját 1872-ben; az Országos Nőiparegyesület Évkönyvét 1872-től 1875-ig; a Hunyady Albumot (Szathmáry Györggyel) 1878-ban; Jókai írói működésének ötvenedik évfordulója 1894. jan. 6. Bpest, 1894. (Szerkesztette és az előszót írta.)

## Álnevei és jegyei

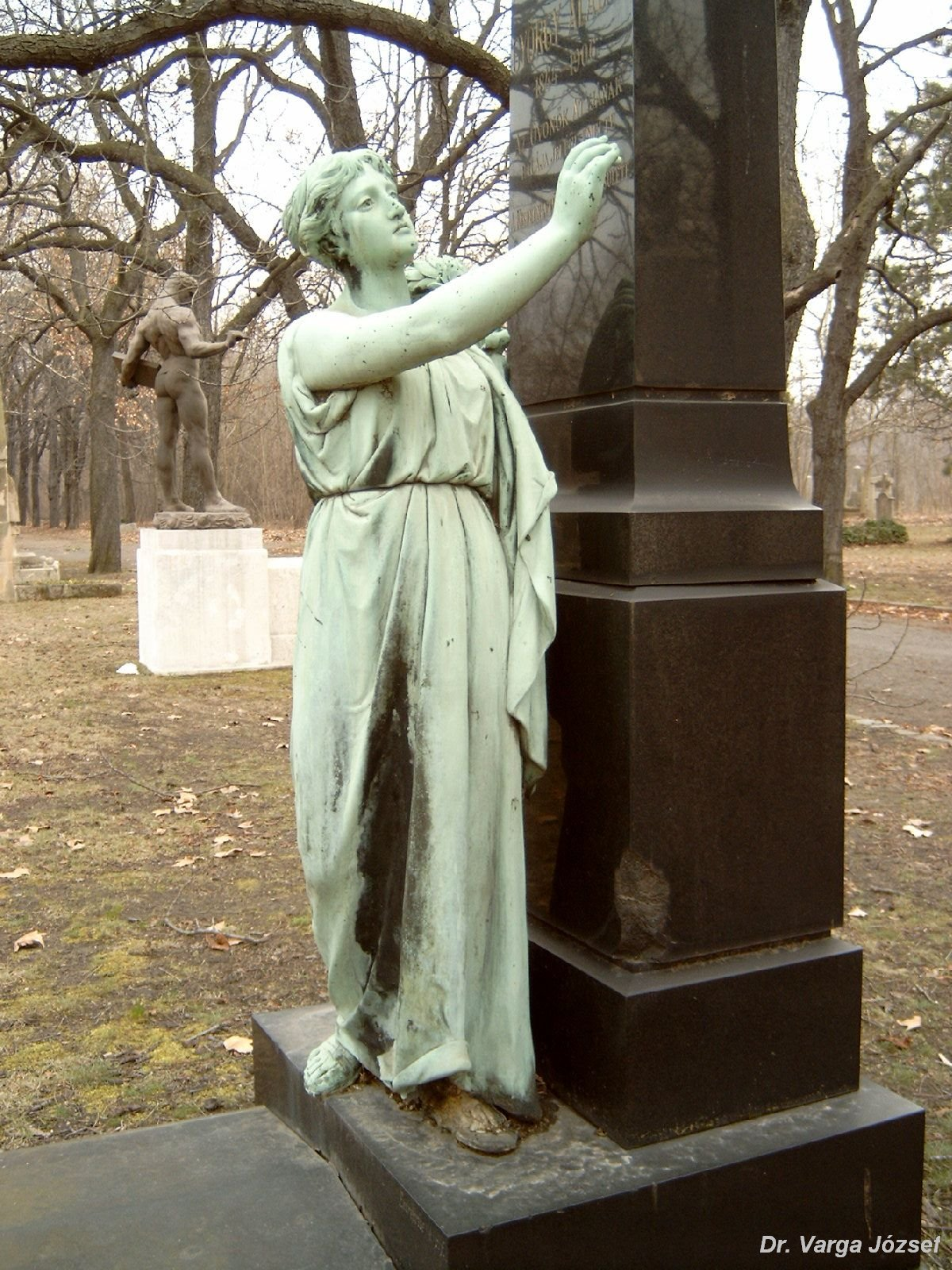
Sírja 2002-ben Budapesten (Kerepesi temető: 29/1-2-26)

György deák, Mihály István, Szűcs Lajos, Anonymus, -r., -rgy, és Gy. (különösen a Hon-, Igazmondó- és Magyar Népvilágban.)